# برايان موريسي
برايان موريسي (بالإنجليزية: Brian Morrissey)‏ هو لاعب اتحاد الرغبي نيوزلندي، ولد في 14 سبتمبر 1953 في Putāruru ‏ في نيوزيلندا.